# Motörhead
Motörhead a fost o formație de heavy metal britanică, fondată în 1975 de basistul trupei, Ian Fraser Kilmister (cunoscut popular ca Lemmy Kilmister), care a rămas unicul membru constant de-a lungul timpului. Trupa a reușit să vândă peste 15 de milioane de copii ale albumelor lor la nivel mondial, din care 2 milioane în Statele Unite ale Americii (SUA). 
Deși stilistic trupa poate fi încadrată în curentele heavy metal, speed metal sau thrash metal, Lemmy a fost întodeauna împotriva unor atare clasificări, el preferând să-și numească creația ca fiind „rock and roll”. Trupa abordează teme lirice precum dualitatea bine-rău, abuzul de putere, războiul, sexul, abuzul de stupefiante și altele. Denumirea trupei, ortografiată cu umlaut pe al doilea „o” nu necesită o pronunție specială, aceasta fiind doar o decorație grafică. Întrebat referitor la denumirea trupei, Lemmy a replicat „I only put it in there to look mean” (i.e. „L-am pus acolo doar ca să arate amenințător”). În anul 2012, formația Motörhead a concertat în România în cadrul festivalului OST Fest din București la Romexpo în luna iunie.
La sfârșitul anului 2015, Lemmy Kilmister a murit, acest lucru punând capăt existenței trupei Motörhead.

## Discografie
Albume
- 1977: Motörhead
- 1979: Overkill
- 1979: Bomber
- 1980: Ace of Spades
- 1982: Iron Fist
- 1983: Another Perfect Day
- 1986: Orgasmatron
- 1987: Rock 'n' Roll
- 1991: 1916
- 1992: March ör Die
- 1993: Bastards
- 1995: Sacrifice
- 1996: Overnight Sensation
- 1998: Snake Bite Love
- 2000: We Are Motörhead
- 2002: Hammered
- 2004: Inferno
- 2006: Kiss of Death
- 2008: Motörizer
- 2010: The Wörld Is Yours
- 2013: Aftershock
- 2015: Bad Magic

## Filmografie
- 1982 UndeRage: interpretând "Ace of Spades" — Contemporary Films Ltd
- 1985 Phenomena alias Creepers: interpretând "Locomotive" — Genesis Home Video
- 1986 Zombie Nightmare: interpretând "Ace of Spades" — New World Pictures.
- 1988 The Decline of Western Civilization Part II, The Metal Years: interpretând "Cradle to the Grave" — RCA/Columbia Pictures Home Video
- 1988 Eat the Rich: interpretând "Nothing up My Sleeve", "Built for Speed", "Orgasmatron", "Doctor Rock", "On the Road", "Eat the Rich" și "Bess" — New Line Home Entertainment. În timpul filmărilor apare ideea de a plasa în scenă câte-un membru al trupei. La început nu participa nici un membru Motörhead, pe urmă apare Phil Campbell, urmat de Würzel și Phil Taylor. Scena în care apare Lemmy pe motocicletă e jucată de o femeie cascador, așa precum Lemmy era în turneu cu trupa în Statele Unite la acel moment.
- 1992 Hellraiser III: Hell on Earth: interpretând "Hellraiser" și "Hell on Earth". "Born to Raise Hell" au fost înregistrate în aceeași sesiune, pentru a fi utilizate ca fundal sonor în timpul derulării distribuției de la începutul și sfârșitul filmului, deși nu figurează în coloana sonoră oficială a filmului. Regia Anthony Hickox.
- 1994 Airheads: interpretând "Born to Raise Hell" — 20th Century Fox distribuție
- 1990 Hardware: În rolul său Lemmy interpretează "Ace of Spades" — HBO Home Video
- 1996 Tromeo and Juliet: interpretând "Sacrifice" — Troma Team
- 1996 The Boy's Club: A-pix Entertainment
- 1997 Grosse Pointe Blank: interpretând "Ace of Spades" — Hollywood Pictures Home Video
- 1997 Wishmaster: alias Wes Craven's Wishmaster: interpretând "Listen to the Heart" — regizat de Robert Kurtzman
- 1998 Whatever: interpretând "The Chase Is Better Than The Catch" — Sony Pictures Classics/Columbia TriStar Home Video
- 1998 Bride of Chucky : interpretând Love For Sale — Universal Pictures
- 1998 Urban Legend : interpretând Deaf Forever — Sony Pictures
- 1999 Mrs. Death: interpretând "Born to Raise Hell" — regizat de Jack Williams
- 2002 Ash Wednesday: interpretând "Shoot 'em Down" — regizat de Edward Burns
- 2004 The SpongeBob SquarePants Movie: interpretând "You Better Swim" — United International Pictures versiunea modificată a cântecului "You Better Run".[7]
- 2005 Metal: A Headbanger's Journey: interpretând "Ace of Spades" și "Killed by Death" — Seville Pictures/Warner Home Video
- 2006 Free Jimmy: interpretând "Ace of Spades" — regizat de Christopher Nielsen
- 2006 Starter For 10: interpretând "Ace of Spades" — Picturehouse
- 2007 Smokin' Aces: interpretând "Ace of Spades" — Universal Pictures distribuție
- 2007 Life on the Road With Mr. and Mrs. Brown: — La Vie En Rose
- 2007 Shoot 'Em Up : interpretând "Ace of Spades" — New Line Cinema